# Municipio de Beisigl
El municipio de Beisigl (en inglés: Beisigl Township) es un municipio ubicado en el condado de Adams en el estado estadounidense de Dakota del Norte. En el año 2010 tenía una población de 22 habitantes y una densidad poblacional de 0,24 personas por km².

## Geografía
El municipio de Beisigl se encuentra ubicado en las coordenadas 46°9′35″N 102°5′53″O / 46.15972, -102.09806. Según la Oficina del Censo de los Estados Unidos, el municipio tiene una superficie total de 93.38 km², de la cual 93,35 km² corresponden a tierra firme y (0,03 %) 0,03 km² es agua.

## Demografía
Según el censo de 2010, había 22 personas residiendo en el municipio de Beisigl. La densidad de población era de 0,24 hab./km². De los 22 habitantes, el municipio de Beisigl estaba compuesto por el 95,45 % blancos y el 4,55 % eran de una mezcla de razas. Del total de la población el 0 % eran hispanos o latinos de cualquier raza.